# Udo Kittelmann

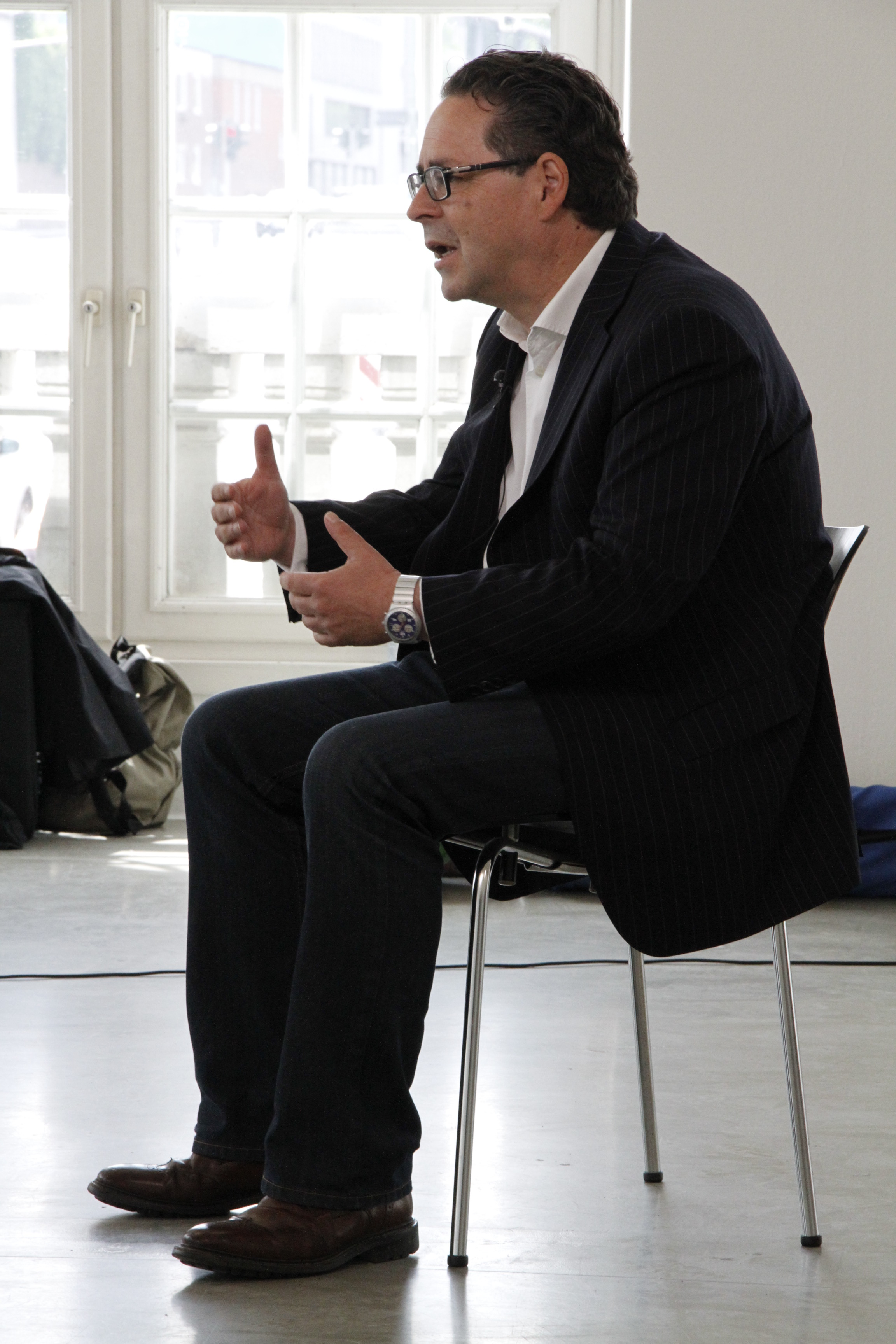
2012 bei einem Fernsehinterview auf der dOCUMENTA (13) in Kassel

Udo Kittelmann (* 15. März 1958 in Düsseldorf) ist ein deutscher Kurator und war von November 2008 bis Oktober 2020 Direktor der Nationalgalerie Berlin.

## Leben und Wirken
Nach der Hochschulreife absolvierte Kittelmann eine Lehre als Augenoptiker und übte diesen Beruf bis 1988 aus. Anschließend begann er, Ausstellungen zu arrangieren und zu organisieren. Nach der Leitung des Ludwigsburger Kunstvereins übernahm er ab Sommer 1994 den Direktionsposten des Kölnischen Kunstvereins bis 2001. Auf der Biennale von Venedig 2001 zeigte er als Kommissar des deutschen Pavillons Gregor Schneiders Totes Haus u r, das als bester nationaler Beitrag mit dem Goldenen Löwen ausgezeichnet wurde. Assistentin Kittelmanns war 2001 Susanne Pfeffer geworden, die mit ihm (bis 2004) weiter zusammenarbeitete, als er 2002 nach Frankfurt am Main an das Museums für Moderne Kunst, zum Direktor berufen wurde. Seine Nachfolgerin wurde 2008 Susanne Gaensheimer. Von November 2008 bis Oktober 2020 war er Direktor der Nationalgalerie Berlin und verantwortete fünf Häuser unter diesem Dach. Das sind der Hamburger Bahnhof – Museum für Gegenwart, die Alte Nationalgalerie, die Neue Nationalgalerie, die Sammlung Scharf – Gerstenberg und das Museum Heinz Berggruen. Kittelmann verlässt die Nationalgalerie im Oktober 2020 auf eigenen Wunsch. Er kuratierte auf der Kunstbiennale von Venedig 2013 den russischen Pavillon und war damit der erste nichtrussische Kommissar des Pavillons. Er zeigte Vadim Zakharov.
Kittelmann ist Herausgeber sowie Autor zahlreicher Sachbücher über zeitgenössische und moderne Kunst. Darüber hinaus wirkte er unter anderem im Beirat für Bildende Kunst des Goethe-Instituts.

## Ausstellungen (Auswahl)
- Der Stand der Dinge, 28.10.–23.12.1994[3]  (Katalog)
- Carsten Höller – GLÜCK, 1.6.–21.7.1996, in Zusammenarbeit mit Kunstverein in Hamburg, Centraal Museum Utrecht und der Wiener Secession (Katalog)
- Antony Gormley – Total Strangers, 23.2.–13.4.1997 (Katalog)
- Beuys will be Beuys. Ein Videoprogramm, 22.5.–22.6.1997
- Mischa Kuball – project rooms: kaleidoscope, 25.7.–13.9.1998
- Britta Wandaogo – Bilfou Biga – Den Affen töten, 26.6.–8.8.1999
- Stanley Kubrick – Still Moving Pictures, 4.9.–10.10.1999
- OBSESSION, 30.10.–23.12.1999, Outsider art von Morton Bartlett, Eugene von Bruenchenhein, Henry Darger, Paul Humphrey, ko-kuratiert von Claudia Dichter und Susanne Zander (Katalog)
- Edward Ruscha, Julius Shulman, James Welling – light-heeled, light-handed, 5.2.–9.4.2000
- Moshe Gershuni - "No Father No Mother" 13.9-31.12.2014, Neue Nationalgalerie, Berlin, Germany (Katalog)

## Veröffentlichungen (Auswahl)
- als Herausgeber zusammen mit Steven Parrino: Angela Bulloch. Mud Bath. Edition The Green Box, Berlin 2008, ISBN 978-3-908175-38-4.
- What's new, Pussycat? Die Neuerwerbungen 2002–2005 / Museum für Moderne Kunst, Frankfurt am Main. Verlag für Moderne Kunst, Nürnberg 2006, ISBN 3-936711-99-2.
- 276 Pages. In Kunst, um Kunst und um Kunst herum. Lindinger und Schmid, Regensburg 2003, ISBN 3-929970-53-8.
- Ein Tag mit Picasso. 12. August 1916. Cantz, Stuttgart 1993, ISBN 3-89322-527-7.